# Войната на семейство Роуз
„Войната на семейство Роуз“ (на английски: The War of the Roses) е американска сатирична черна комедия от 1989 г. на режисьора Дани Де Вито, по сценарий на Майкъл Лийсън, базиран на едноименния роман от Уорън Адлър. Във филма участват Майкъл Дъглас, Катлийн Търнър и Дани Де Вито, които преди това участват заедно в „Романс за камъка“ и продължението „Перлата на Нил“.